# Comté de San Augustine
Le comté de San Augustine, en anglais : San Augustine County, est un comté situé à l'est de l'État du Texas aux États-Unis. Fondé le 6 mars 1834, son siège de comté est la ville de San Augustine. Selon le recensement des États-Unis de 2020, sa population est de 7 918 habitants. Le comté a une superficie de 1 533,9 km2, dont 1 374,3 km2 en surfaces terrestres. Il est probablement nommé en référence à Augustin d'Hippone.

## Organisation du comté
Le comté de San Augustine est créé le 6 mars 1834, à partir des terres du comté de Nacogdoches. Après plusieurs réorganisations foncières, il devient, le 7 mars 1836, un comté de la république du Texas. Le 29 décembre 1845, il est intégré à l'Etat du Texas, nouvellement créé.
Le comté est probablement baptisé en référence à Saint Augustin d'Hippone, l'un des quatre Pères de l'Église,.

## Géographie
Le comté de San Augustine est situé à l'est de l'État du Texas, aux États-Unis,. Il est bordé à l'ouest par le bayou Attoyac (en) et, au sud, par le réservoir Sam Rayburn.
Il a une superficie totale de 1 533,9 km2, composée de 1 374,3 km2 de terres et de 159,6 km2 de zones aquatiques.

## Comtés adjacents
|                      | Comté de Shelby        |                 |
| Comté de Nacogdoches | comté de San Augustine | Comté de Sabine |
| Comté d'Angelina     | Comté de Jasper        |                 |

## Démographie

Pyramide des âges du comté de San Augustine (2000).

Lors du recensement de 2010, le comté comptait une population de 8 865 habitants. En 2017, la population est estimée à 8 253 habitants,.